# امی رولی
امی رولی (انگلیسی: Amy Ruley؛ زادهٔ ۲۴ اکتبر ۱۹۵۵) بازیکن بسکتبال، و سرمربی (بسکتبال) اهل ایالات متحده آمریکا است.